# بيل كيلي (لاعب كرة قدم أمريكية)
بيل كيلي (بالإنجليزية: Bill Kelley)‏ هو لاعب كرة قدم أمريكية أمريكي، ولد في 23 أغسطس 1926 في Becton, Texas ‏ في الولايات المتحدة، وتوفي في 2 أكتوبر 2015 في أرلينغتون في الولايات المتحدة.

## وصلات خارجية
- بيل كيلي على موقع مرجع كرة القدم المحترفة.كوم (الإنجليزية)